# 怀泽郡
怀泽郡，中国唐朝时设置的郡。
唐玄宗天宝元年（742年），改贵州置怀泽郡。治所在郁平县（今广西贵港市）。下辖郁平县、怀泽县（今广西贵港市思怀乡）、潮水县（今广西贵港市三里镇西城村）、义山县（今广西贵港市覃塘区）。辖境相当今广西贵港市。唐肃宗乾元元年（758年）复改为贵州。
怀泽郡太守
- 何如璞（743年）